# Ankst
Ankst je velšské nezávislé hudební vydavatelství. Založeno bylo v roce 1988 na Aberystwythské univerzitě, zakladateli byli Alun Llwyd, Gruffudd Jones a Emyr Glyn Williams. Původně vydávalo audiokazety. Později se přemístilo do Cardiffu a začalo vydávat větší množství nahrávek. Své nahrávky zde vydávali například skupiny Llwybr Llaethog, Super Furry Animals a Gorky's Zygotic Mynci. V roce 1997 se vydavatelství rozdělilo na dvě samostatné společnosti: Ankst Management (Llwyd a Jones) a Ankstmusik (Williams).